# 세크바
세크바(Sekba) 또는 때로는 벡팀이라고도 불리는 음식은 순한 간장 기반 수프에 스튜한 인도네시아계 중국인 돼지고기 부속 고기 요리이다. 이 스튜는 간장, 마늘, 중국 약초로 만들어져 은은하게 달콤하고 짭짤한 맛이 난다. 인도네시아 자카르타의 글로리아 골목, 글로독 차이나타운과 같은 인도네시아 차이나타운에서 인기 있는 길거리 음식이다.

## 종류
길거리 음식으로, 손님은 요리에 들어갈 돼지 부속의 종류를 선택할 수 있으며, 그에 따라 요금이 부과된다. 돼지고기 외에 섹바로 제공되는 돼지 부속의 종류는 돼지 귀, 혀, 간, 위, 내장, 허파 등이 있다. 각 돼지 부속의 가격은 Rp 5,000에서 Rp 15,000 사이이다. 한 사람 분량에는 보통 세 가지 종류의 부속이나 고기가 들어간다. 삶은 감자, 절인 채소, 두부, 때로는 삶은 달걀과 같은 채소도 추가될 수 있다.

## 같이 보기
- 바비 케찹
- 바쿠테
- 파 라우
- 루웨이
- 돼지 내장탕
- 스튜 목록
- 세무르